# اعتقال تعسفي
الاعتقال والحجز التعسفي تعبر عن عملية اعتقال أو احتجاز الأفراد في قضايا بحيث لا يكون هناك أي دليل أو اشتباه بقيامهم بأي عمل يخالف القوانين النافذة المحلية أو لم تكن عملية الاحتجاز جزءا من العملية القانونية. تكون على الأرجح مثل عمليات الاعتقال تلك نابعة من تعسف أو لا منطق يحكمها.
ينص الإعلان العالمي لحقوق الإنسان الذي أقرته الأمم المتحدة على الحظر المطلق للتقييد التعسفي لحريات الأفراد في المادة التاسعة تحت نص «لا يجوز القبض على أي إنسان أو حجزه أو نفيه تعسفاً.».